# بحران جهانی قیمت مواد غذایی ۲۰۰۷-۲۰۰۸
بحران قیمت جهانی مواد غذایی به دورهای برمیگردد که هزینهٔ خرید مواد غذایی در سراسر جهان به شکل معناداری افزایش یافت و این موضوع تأثیر بسیار مخرّبی بر قدرتِ خرید مردم و دسترسی آنها به محصولات غذایی برجای گذاشت. از ویژگی بارز این بحران اغلب میتوان به افزایش شدید قیمت جهانی محصولات غذایی اِستراتژیکی چون گندم، برنج، ذرّت و دیگر محصولات کشاورزی مثل شِکر و روغن اشاره کرد. عِلَل بروز چنین بحرانی پیچیده بوده و ابعاد گوناگونی داشت. در مجموع، این بحران مشتمل بر عواملی چون خشکسالی و دیگر پدیده‌های اقلیمی و آب‌وهوایی، افزایش تقاضا برای سوخت‌های زیستی، سیاست‌های تجاری و پیامدهای منفعت‌طلبانه ناشی از اِحتکار و سَفتهبازی مالی است. بحران قیمت جهانی مواد غذایی میتواند همراه با بروز پیامدها و عواقبی جدی مخصوصاً برای مردم کشورهایی با سرانهٔ درآمد پایین باشد که بخش بزرگی از همین درآمد خود را هم صَرفِ خرید محصولات غذایی میکنند. بر پایهٔ گزارش صندوق بینالمللی پول و در صورت افزایش مجدّد قیمت‌ها، شاهد بروز تفاوت‌ها و اختلافات چشمگیری احتمالاً در میان کشورهای مختلف خواهیم بود. با توجه به فاکتورهای مختلف و درگیر بودن بازارهای نوظهور و اقتصادهای در حال رشد با چنین معظل بزرگی، این احتمال وجود دارد که تأثیر مخرّبِ آن بر مصرف‌کنندگان چنین جوامعی بیشتر حس شود.
در سال (۲۰۰۷) و ۳ماههٔ اوّل و دوّم سال (۲۰۰۸)، قیمت جهانی محصولات غذایی افزایش چشمگیری یافت ]۲.[ این افزایش قیمت موجب بروز بحران جهانی و بیثباتی سیاسی، اقتصادی و ناآرامی‌های اجتماعی در کشورهای  فقیر و توسعهیافته شد. باوجود تمرکز مرکزِ توجۀ بیشتر رسانه‌ها بر اعتراضات شکل‌گرفته در مواجهه با چنین افزایش قیمتی، بحران عدم امنیت غذایی از سال‌ها پیش و به شکل مستمر در حال شکلگیری بود.]۳، ۴[. علل هدفمند افزایش قیمت جهانی مواد غذایی همچنان موضوع مورد بحث و مناقشه است. پس از اوجگیری این بحران در ۳ماهۀ دوم سال (۲۰۰۸)، قیمت‌ها در اواخر دهۀ (۲۰۰۰) به‌طور چشمگیری کاهش پیدا کرد. ولی، مجدداً در اواخر سال‌های (۲۰۰۹) و (۲۰۱۰) افزایش یافته و اوجِ افزایش جدید قیمت‌ها در خِلال سال‌های (۲۰۱۱) و (۲۰۱۲) (به مبحث بحران قیمت جهانی مواد غذایی در سال (۲۰۱۰) و (۲۰۱۱) رجوع کنید) حتی تاحدوی بیشتر از سال (۲۰۰۸) بود]۲، ۵[. قیمت‌ها در طی سالیان آتی کاهش یافت. به‌طوری‌که، به کمترین میزان خود بر پایۀ کاهش تورم شاخص قیمت مواد غذایی سازمان خواربار و کشاورزی مِللِ متحد (فائو) و رسیدن آن به نزدیکترین سطح در پیش از شروع این بحران در ماه مارس سال (۲۰۱۶) رسید.
در اواخر سال (۲۰۰۶)، علل اولیهٔ افزایش قیمت محصولات غذایی شامل بروز خشکسالی در کشورهای تولیدکنندهٔ غلات و افزایش قیمت نفت بود [۷]. افزایش قیمت نفت سبب افزایش هزینه‌های مرتبط با کودهای شیمیایی و بهره‌وری خاک، انتقال محصولات غذایی و تولید صنعتی محصولات کشاورزی شد. از دلایل اصلی چنین بحرانی هم می‌توان به افزایش مصرف سوخت‌های زیستی در کشورهای توسعه‌یافته (به مبحث محصولات غذایی در برابر سوخت مراجعه کنید) و افزایش تقاضای قشر متوسط از جمعیت رو به رشد کشورهای آسیایی جهت مصرف الگوی متنوع‌تری از محصولات غذایی اشاره نمود ]۹، ۱۰ [. سازمان خواربار و کشاورزی ملل متحد (فائو) همچنین از نقش سودجویانۀ صندوق‌های سرمایه‌گذاری ابراز نگرانی کرد که این موضوع هم موجب تغییرات عمده و چشمگیری در قیمت‌ها میشود]۱۱[. این عوامل همراه با کاهش ذخایر جهانی محصولات غذایی موجب تسریع در افزایش قیمت جهانی مواد غذایی شدند.

## افزایش شدید قیمت و علل احتمالی

### رشد جهانی جمعیت
شُماری از تحلیلگران بر این باورند که بحران غذایی ناشی از رشد بی‌سابقهٔ جمعیت جهان است [۱۵، ۱۶]. ولی، دیگران اشاره می‌کنند که از دههٔ (۱۹۸۰)، نرخ رشد جمعیت جهان به شکل معناداری کاهش یافته است [۱۷، ۱۸]. این درحالیست که در طی این مدت، دسترسی مردم به غلات در حال افزایش است.
میزان تولید محصولات غذایی به منظور جلوگیری از افزایش قیمت باید از نرخ رشد جمعیت (تقریباً با رشد سالیانهٔ ۲/۱ درصد) پیشی بگیرد.